# 张馨
张馨（1992年5月23日—），江苏南通人，中国女子足球运动员，司职中场。2017年全运会后一度退役並生下儿子。2019年初再次复出並代表中国参加2020年夏季奥林匹克运动会女子足球比赛。结果队伍以1平2负的成绩获得小组赛第四名，未能晋级八强。後來她又隨隊獲得2022年女足亞洲杯冠軍。